# Ligue du Midi
La Ligue du Midi (Lliga del Sud) fou un comitè republicà posicionat a l'extrema esquerra que es va formar a Marsella el 18 de setembre de 1870 i que reagrupava els catorze departaments del sud de França i la vall del Roine, per tal de defensar la Tercera República. Acusada de separatisme, la Lliga es va dissoldre el 28 de desembre de 1870.
El nom va ser reprès amb motiu de les eleccions regionals franceses de 2010 per una formació política occitana d'extrema dreta presidida per Richard Roudier que aspirava a la presidència de Llenguadoc-Rosselló sota el vell lema "Maîtres chez nous" (Amos de casa nostra). Tanmateix, a les eleccions cantonals franceses de 2011 va preferir presentar-se dins del Bloc identitari – Moviment Social Europeu.
Aquesta formació es defineix com a patriòtica (europea, francesa i occitana, catalana, etc. tot alhora) i cristiana. Defensa les classes mitjanes, els petits productors i els treballadors font les grans multinacionals i es posiciona a l'extrema dreta política, al contrari de la Ligue du Midi original que era d'extrema esquerra. Lluita pels drets dels pagesos i del món rural. Lluita contra la deslocalització, pel consum responsable i de productors locals, així com per a un ensenyament "identitari" a les escoles i una policia regional. Està en contra de la immigració clandestina.